# Torneio Internacional de Durban de 2016
O Torneio Internacional de Durban de 2016 (também denominado Durban Under 19 International Football Tournament) foi a terceira edição deste evento esportivo, um torneio internacional de futebol masculino Sub-19, que ocorre em Durban, África do Sul. A competição ocorreu de 28 de julho a 6 de agosto de 2016.
O time inglês Arsenal bateu os sul-africanos da Seleção Sul-Africana Sub-19 por 3 a 1 na final, com gols de Donyell Malen, Eddie Nketiah e Stephy Mavididi, e se tornou o campeão da competição. O Sporting venceu o TP Mazembe na disputa do terceiro lugar, também por 3 a 0.

## Regulamento
O torneio é disputado através do sistema de Grupos e Eliminatórias. Na primeira fase, as oito equipes são divididas em dois grupos de quatro, aonde disputam os jogos dentro de seu grupo, e são classificadas de acordo com o sistema de pontos corridos.
Para a segunda fase se classificam os dois primeiros colocados de cada grupo, respeitando-se os critérios de desempate da competição. Nesta fase os clubes se enfrentam em jogo único, o primeiro colocado do Grupo A enfrenta o segundo do Grupo B e o primeiro do Grupo B o segundo do Grupo A, classificando-se os vencedores de cada disputa à final da competição, que também ocorre em jogo único. Os perdedores dos confrontos semifinais, decidem a terceira colocação também em jogo único.

### Critérios de desempate
Em caso de empate por pontos entre dois clubes, os critérios de desempate serão aplicados na seguinte ordem:
1. Número de vitórias
2. Saldo de gols
3. Gols pró
4. Gols contra
5. Número de cartões vermelhos
6. Número de cartões amarelos
7. Sorteio

## Estádios
Os estádios King Zwelithini e Sugar Ray Xulu sediaram os grupos A e B da primeira fase (fase de grupos) respectivamente. A segunda fase foi disputada no Estádio Moses Mabhida, as semifinais (todos estes três estádios anteriores foram reformados para a Copa do Mundo FIFA de 2010). A final também foi disputada no King Zwelithini.
| Umlazi, Durban               | Clermont, Durban             | Durban                       | Durban                       |
| ---------------------------- | ---------------------------- | ---------------------------- | ---------------------------- |
| Estádio King Zwelithini      | Estádio Sugar Ray Xulu       | Estádio Moses Mabhida        | Estádio King Zwelithini      |
| 29° 58′ 17″ S, 30° 54′ 00″ L | 29° 46′ 10″ S, 30° 53′ 08″ L | 29° 49′ 44″ S, 31° 01′ 49″ L | 29° 58′ 17″ S, 30° 54′ 00″ L |
| Capacidade: 15 000           | Capacidade: 6 500            | Capacidade: 64 000           | Capacidade: 15 000           |
| Primeira fase (Grupo A)      | Primeira fase (Grupo B)      | Semifinais                   | Disputa do 3º lugar e Final  |

## Equipes participantes
| - África do Sul - Arsenal - Fluminense - Golden Arrows | - KZN Academy - Rangers - Sporting - TP Mazembe |

## Resultados

### Grupo A
| Pos. | Seleção       | Pts | J | V | E | D | GP | GC | SG |
| ---- | ------------- | --- | - | - | - | - | -- | -- | -- |
| 1    | Arsenal       | 6   | 3 | 2 | 0 | 1 | 4  | 3  | +1 |
| 2    | Sporting      | 4   | 3 | 1 | 1 | 1 | 5  | 5  | 0  |
| 3    | Golden Arrows | 4   | 3 | 1 | 1 | 1 | 4  | 4  | 0  |
| 4    | KZN Academy   | 3   | 3 | 1 | 0 | 2 | 8  | 9  | -1 |

### Grupo B
| Pos. | Seleção       | Pts | J | V | E | D | GP | GC | SG |
| ---- | ------------- | --- | - | - | - | - | -- | -- | -- |
| 1    | África do Sul | 9   | 3 | 3 | 0 | 0 | 13 | 4  | +9 |
| 2    | TP Mazembe    | 6   | 3 | 2 | 0 | 1 | 6  | 10 | -4 |
| 3    | Fluminense    | 3   | 3 | 1 | 0 | 2 | 7  | 9  | -2 |
| 4    | Rangers       | 0   | 3 | 0 | 0 | 3 | 8  | 11 | -3 |

## Fase final
|  | Semifinais    | Semifinais |   |            | Final          | Final |  |
|  |               |            |   |            |                |       |  |
|  |               |            |   |            |                |       |  |
|  | Arsenal       | 3          |   |            |                |       |  |
|  | TP Mazembe    | 0          |   |            |                |       |  |
|  |               |            |   |            |                |       |  |
|  |               |            |   |            |                |       |  |
|  |               |            |   |            | África do Sul  | 1     |  |
|  |               | Arsenal    | 3 |            |                |       |  |
|  |               |            |   |            |                |       |  |
|  |               |            |   |            |                |       |  |
|  |               |            |   |            | Terceiro lugar |       |  |
|  |               |            |   |            |                |       |  |
|  | África do Sul | 3          |   | TP Mazembe | 1              |       |  |
|  | Sporting      | 0          |   |            | Sporting       | 5     |  |

## Premiações
| Torneio Internacional de Durban de 2016 |
| Brasil                                  |
| --------------------------------------- |
| Arsenal Campeão (2º título)             |